# خاچینتاپ
خاچینتاپ (به ارمنی: Խաչինտափ) یک منطقهٔ مسکونی در جمهوری آرتساخ است که در استان کاشاتاق واقع شده‌است.